# P2-Eisen
P2-Eisen oder P2-Blech war ein von den Trierer Walzwerken (Langerfeld, Wuppertal-Ruhr) gefertigter Verbundwerkstoff aus Eisen- und Aluminiumblechen, die durch Plattieren mechanisch miteinander verbunden wurden. Im weiteren Verlauf wurde dieses Halbzeug zu Einzelteilen für die Herstellung von Elektronenröhren weiterverarbeitet und danach mittels nachfolgender Behandlung durch höhere Temperaturen eine chemische Reaktion gestartet, welche die Werkstoffoberfläche durch Bildung von Mischkristallen rau macht.

PN-Eisen bzw. PN-Blech ist auf einer Seite mit Nickel statt Aluminium plattiert und wird bei der genannten Behandlung nur auf einer Seite rau.
P2-Eisen ist bei Elektronenröhren kleiner Leistung das Standardmaterial für Anoden- und Abschirmbleche sowie Kühlflügel an Gittern, da seine raue Oberfläche eine gute Abfuhr von Wärme durch Strahlung gewährleistet.

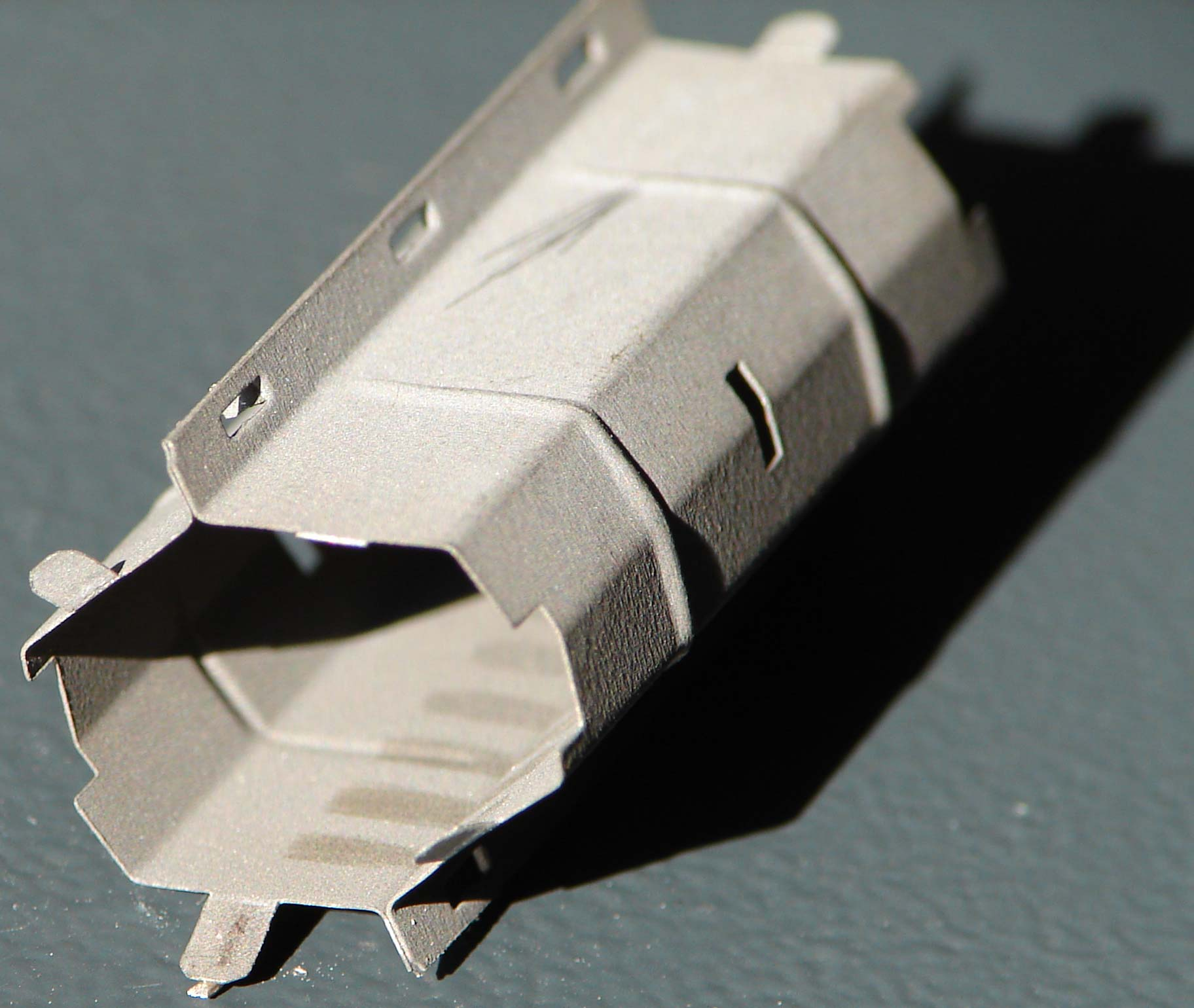
Anodenzylinder einer gebrauchten EL84 aus beiderseitig plattiertem Eisenblech.

## Geschichte

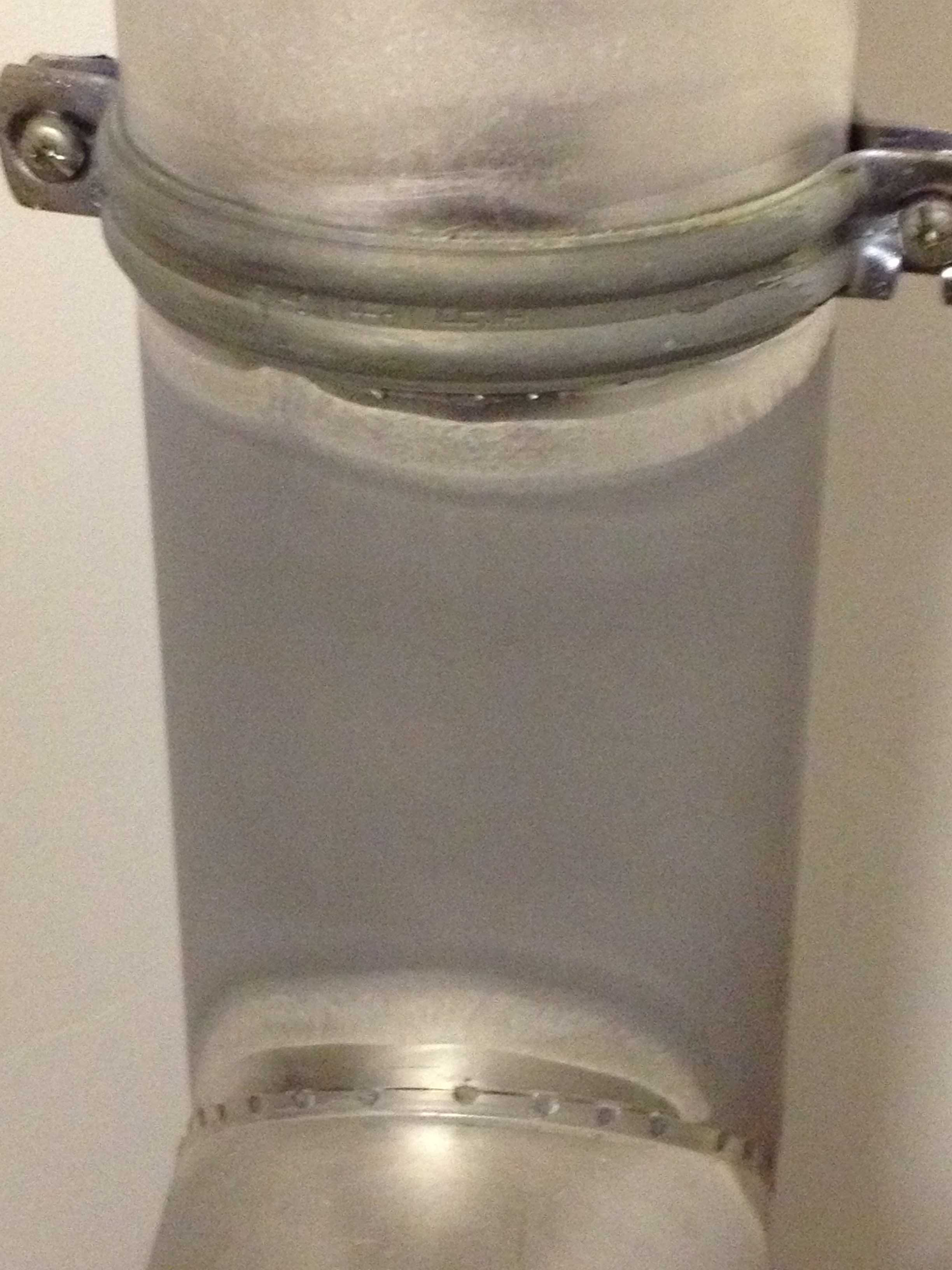
Ein mit Aluminium beschichtetes Stahlofenrohr mit grauem Reaktionsprodukt an den heißesten Stellen.

In den Jahren vor dem Zweiten Weltkrieg wurden bereits Gebrauchsartikel wie Zigarettendosen und Lebensmittelbehälter aus aluminiumplattiertem Eisen (Handelsnamen Ferran bzw. Triwalith) hergestellt. Aluminium korrodiert weniger als Eisen, ist aber in der Herstellung vergleichsweise aufwendig, weswegen eine Einsparung von Al ohne Einbußen der Stabilität und Korrosionsfestigkeit der Gebrauchsgegenstände wünschenswert erschien.
Bei Erhitzung dieses Verbundmaterials auf Rotglut wird die Al-plattierte Seite rau und färbt sich dunkel, während sie eine Verbindung mit dem Eisengrundmaterial eingeht. Weitergehende Versuche haben gezeigt, dass dieses Material hervorragend für vakuumtechnische Belange, speziell bei höheren Temperaturen wie sie in Elektronenröhren bei Gebrauch herrschen, brauchbar ist. Dazu gehört insbesondere die Unterdrückung der dauerhaft vorhandenen Gasabgabe von reinem kohlenstoffhaltigen Eisen (Stahl).
Mit dem Ausbruch des Zweiten Weltkrieges wurde Nickel, was bisher als Material (unter anderem) für Anoden in Elektronenröhren Verwendung fand, in Deutschland knapp; es konnte nur durch Importe beschafft werden. Die für Röhren höherer Leistung übliche Karbonisierung zur Erhöhung der Wärmeabstrahlung hatte vakuumtechnische Nachteile: Die Entgasung war vergleichsweise aufwendig. Das P2-Eisen wurde daher im Laufe der kommenden Jahre zum meist verwendeten Werkstoff für Anodenbleche für Kleinleistungsröhren auf dem europäischen Kontinent. Nach dem Krieg fand es auch in den USA Verbreitung.

## Herstellung
TDPT-Eisenblechband (damaliger Hersteller: Eisen- und Stahlwalzwerke, Hoesch AG, Hohenlimburg) wird mit 10 %iger Schwefelsäure gebeizt, danach gewaschen, trocken gebürstet und anschließend auf 1,8 mm Dicke kalt gewalzt. Schlussendlich erfolgt Weichglühen in geschlossenen Glühtöpfen und eine finale Reinigung durch beiderseitiges Bürsten.
Das Al-Blech wird als Bandmaterial mit 0,2 mm Dicke fertig bezogen (damaliger Hersteller: Aluminium-Walzwerk, Singen) und lediglich auf der späteren Kontaktfläche durch Stahlbürsten gebürstet.
Im ersten Gang wird das Grundmaterial Al-Fe-Al-Bleche in einem Gang auf 0,9 mm kalt gewalzt. Danach wird in weiteren Gängen ohne Zwischenglühen auf 0,15 mm Dicke gewalzt. Das entspricht ca. 5 Volumenprozent Al pro Seite, also einer Plattierungsdicke von etwa 7,5 µm (Grenzen: 5..20 µm).
Dickere Al-Schichten bergen das Risiko, dass bei der späteren Reaktion reines Al übrig bleibt und die resultierenden Kristalle einschließt, was die Abstrahlungseigenschaften der Schicht verschlechtert.
Nach Telefunken werden die fertig geformten Anoden in Trichlorethen gereinigt und ohne weitere thermische Ausgasung in noch blankem Zustand in den Röhrensystemen montiert. Die Schwärzung erfolgt erst im Rahmen eines späteren Herstellungsschritts auf der Vakuumpumpe bei der gleichzeitigen thermischen Ausgasung des gesamten Röhrensystems durch Erhitzung im Hochfrequenzfeld.

„Voraussetzung für das Auftreten des Schwärzungseffektes ist die Entstehung einer oder mehrerer Metallverbindungen, die sich unterhalb ihres eigenen Schmelzpunktes durch Reaktion im festen Zustand bilden. Weiterhin muß sich diese Metallverbindung bereits bei geringer Konzentration des höher schmelzenden Metalles und unter Freiwerden einer möglichst großen Reaktionswärme bilden. Eine weitere Bedingung ist, daß das höher schmelzende Metall in dem anderen in der Nähe von dessen Schmelzpunkt nur geringfügig löslich ist und keine Legierung in beliebigen Mischverhältnis bildet. Beim P2-Eisen ist der Vorgang speziell folgender: Bereits unterhalb der Schmelztemperatur des Al (658 °C) beginnt die Bildung einzelner kleiner Al3Fe-Kristalle, deren eigener Schmelzpunkt etwa 1180 °C beträgt und die keine Tendenz zu Kristallwachstum zeigen. Weiter zugeführte Wärme und die freiwerdende Reaktionswärme führen zu weiteren Reaktionen des Al mit dem Fe. Schlließlich schmilzt das Al, und die ganze Masse gerät in turbulente Bewegung, was für die Bildung der kleinen Kristalle sehr förderlich ist.“

Um optimale Oberflächen zu erhalten, soll die Schwärzung unter Schutzgas oder noch besser Vakuum ablaufen und das Al eine reine Oberfläche aufweisen. Das resultierende, geschwärzte Eisen ist leicht brüchiger als im blanken Zustand. Bei einer optimalen Reaktion bildet sich keine Legierung an der Grenzfläche, die die Wärmeleitungseigenschaften verschlechtern würde.
Normales Eisen und unlegiertes Aluminium besitzt eine Reaktionstemperatur von 430 °C Durch (unter anderem) einen gewissen Sauerstoffgehalt und keinerlei Siliziumverunreinigungen des Fe sowie geringe Beimengungen von Silizium bei völliger Zinkfreiheit des Al lässt sich die initiale Reaktionstemperatur auf 680 °C heraufsetzen, damit sich die Schwärzung noch nicht beim Spannungsarmglühen der mechanisch fertig gearbeiteten Teile bildet. Eine Erhitzung über 900 °C soll vermieden werden, da die Kristalle sonst zusammensintern, sich dadurch die Rauheit der Oberfläche vermindert und damit die Abstrahlungseigenschaften verschlechtern.
Als erwünschter Nebeneffekt wirkt die raue Oberfläche im Moment ihrer Bildung als Getter.

## Einsatz
P2-Eisen ist z. B. für Anodenbleche ein hervorragender Werkstoff, da
- die Aluminiumschicht das konstante Ausgasen von Sauerstoff des reinen Fe-Bleches in Vakuum und bei hohen Temperaturen unterbindet (Vakuumverschlechterung über die Lebensdauer),
- die raue, vergleichsweise dunkle Oberfläche Schwärzungsgrade von bis zu 80 % des Totalstrahlungsvermögens des schwarzen Körpers besitzt und daher durch die Anodenverlustleistung eingetragene Wärmeenergie effektiver abstrahlen kann.
- der schädliche Gasgehalt einer P2-Blechanode nur Bruchteile einer (wegen besserer Wärmeabstrahlung) geschwärzten Nickelanode gleicher Größe beträgt.

Als Nachteile gegenüber Nickel ist die höhere Oberflächenempfindlichkeit gegenüber chemischen Einwirkungen zu nennen (Handschuhe und hohe Arbeitsplatzreinheit bei der Montage!) sowie ein erhöhter Lagerungsaufwand, da besonders die Schnittkanten das im Kern befindliche Eisen direkt dem Sauerstoff der Luft aussetzen und die meist vorhandene Luftfeuchtigkeit das Rosten begünstigt.

## PN-Eisen
Bei Röhren mit besonders geringem Abstand zwischen Anode und Kathode (z. B. Röhrendioden) werden nur einseitig Al-plattierte Eisenbleche verwendet: Aus der Schicht ausdampfendes Aluminium würde sich mit der Oxidkathode verbinden und unerwünschterweise die Austrittsarbeit erhöhen. Die Anodeninnenseite wird hierbei mit Nickel plattiert, eine Schwärzung findet nicht statt. Dieses Material wird als PN-Eisen, bzw. PN-Blech bezeichnet.